# 赤羽村 (愛知県)
赤羽村（あかはむら）は、愛知県丹羽郡にかつてあった村である。
現在の一宮市の一部（小赤見・大赤見・柚木颪・丹羽など）に該当する。
村名は、前身の村名から一文字ずつとった、合成地名である。

## 歴史
- 1889年（明治22年）10月1日 - 小赤見村、大赤見村、柚木颪村、丹羽村が合併し発足[1]。
- 1906年（明治39年）7月1日 - 浅淵村、穂波村、時之島村、瀬部村と合併し、西成村発足[1]。同日赤羽村は廃止。